# Olympische Sommerspiele 2020/Segeln – Finn Dinghy (Männer)
Die Segelregatta mit dem Finn Dinghy der Männer bei den Olympischen Sommerspielen 2020 wurde vom 27. Juli bis 3. August 2021 vor dem Yachthafen Enoshima ausgetragen.

## Titelträger
| Olympiasieger | Giles Scott    | Rio de Janeiro 2016 |
| Weltmeister   | Zsombor Berecz | Aarhus 2018         |

## Zeitplan
| ● | Regatta | ● | Medal Race |

| Datum   | Juli    | Juli    | Juli    | Juli    | Juli    | August | August | August |
| Datum   | 27. Di. | 28. Mi. | 29. Do. | 30. Fr. | 31. Sa. | 1. So. | 2. Mo. | 3. Di. |
| ------- | ------- | ------- | ------- | ------- | ------- | ------ | ------ | ------ |
| Regatta | 1/2     | 3/4     | 5/6     | frei    | 7/8     | 9/10   | frei   | ●      |

## Ergebnisse
| - † = Streichergebnis - UFD = "U" flag disqualification - BFD = "Black" flag disqualification - RDG = Redress given (Anerkannte Abhilfe) - DNF= Did not finish (Rennen nicht beendet) - DSQ= Disqualifikation - OCS= On the course side of the starting line (Falsche Position bei Start) |

| Rang | Athlet              | Nation             | Regatta | Regatta | Regatta | Regatta | Regatta | Regatta | Regatta | Regatta | Regatta | Regatta | Regatta | Punkte | Punkte                |
| Rang | Athlet              | Nation             | I       | II      | III     | IV      | V       | VI      | VII     | VIII    | IX      | X       | MR      | Gesamt | Mit Streich- ergebnis |
| ---- | ------------------- | ------------------ | ------- | ------- | ------- | ------- | ------- | ------- | ------- | ------- | ------- | ------- | ------- | ------ | --------------------- |
| 1    | Giles Scott         | Großbritannien     | 9†      | 9       | 1       | 1       | 1       | 1       | 6       | 1       | 1       | 7       | 8       | 45     | 36                    |
| 2    | Zsombor Berecz      | Ungarn             | 2       | 2       | 9†      | 4       | 6       | 7       | 3       | 5       | 4       | 4       | 2       | 48     | 39                    |
| 3    | Joan Cardona Méndez | Spanien            | 3       | 3       | 5       | 3       | 2       | 3       | 13†     | 7       | 5       | 8       | 12      | 64     | 51                    |
| 4    | Nicholas Heiner     | Niederlande        | 11†     | 5       | 10      | 2       | 4       | 2       | 10      | 3       | 7       | 9       | 4       | 67     | 56                    |
| 5    | Josh Junior         | Neuseeland         | 12†     | 10      | 3       | 7       | 8       | 5       | 1       | 4       | 8       | 1       | 20      | 79     | 67                    |
| 6    | Facundo Olezza      | Argentinien        | 5       | 4       | 8       | 5       | 3       | 6       | 16†     | 15      | 3       | 3       | 16      | 84     | 68                    |
| 7    | Jake Lilley         | Australien         | 10      | 8       | 4       | 11      | 7       | 9       | 15†     | 6       | 2       | 6       | 6       | 84     | 69                    |
| 8    | Alican Kaynar       | Türkei             | 1       | 1       | 6       | 13      | 9       | 14      | 7       | 20†     | 10      | 10      | 10      | 101    | 81                    |
| 9    | Max Salminen        | Schweden           | 8       | 12†     | 7       | 8       | 12      | 8       | 4       | 2       | 11      | 12      | 18      | 102    | 90                    |
| 10   | Tom Ramshaw         | Kanada             | 13      | 7       | 11      | 14†     | 10      | 13      | 2       | 9       | 13      | 2       | 14      | 108    | 94                    |
| 11   | Anders Pedersen     | Norwegen           | 14†     | 6       | 2       | 10      | 13      | 12      | 5       | 11      | 9       | 14      |         | 96     | 82                    |
| 12   | Ioannis Mitakis     | Griechenland       | 4       | 13      | 13      | 6       | 11      | 10      | 11      | 8       | 16      | 18†     |         | 110    | 92                    |
| 13   | Luke Muller         | Vereinigte Staaten | 6       | 11      | 12      | 15      | 14      | 4       | 8       | 10      | 12      | 17†     |         | 109    | 92                    |
| 14   | Jorge Zarif         | Brasilien          | 7       | 15      | 15      | 9       | 5       | 11      | 14      | 13      | 6       | 16†     |         | 111    | 95                    |
| 15   | He Chen             | China              | 16      | 14      | 14      | 17†     | 16      | 15      | 9       | 14      | 15      | 11      |         | 141    | 124                   |
| 16   | Kazumasa Segawa     | Japan              | 18      | 16      | 17      | 12      | 15      | 16      | 19†     | 12      | 17      | 5       |         | 147    | 128                   |
| 17   | Juan Pérez          | Mexiko             | 19†     | 17      | 16      | 16      | 17      | 17      | 17      | 16      | 14      | 15      |         | 164    | 145                   |
| 18   | Andrés Lage         | Venezuela          | 15      | 18      | 18      | 18      | 19†     | 18      | 18      | 17      | 19      | 13      |         | 173    | 154                   |
| 19   | Leo Davis           | Südafrika          | 17      | 19†     | 19      | 19      | 18      | 19      | 12      | 18      | 18      | 19      |         | 178    | 159                   |